# Castelo de Pommerie
O Château de la Pommerie é um château na comuna de Val de Louyre et Caudeau (anteriormente Cendrieux ), Dordogne, Nouvelle-Aquitaine, na França . Foi classificado como monumento histórico em 2002. Abriga desde 1999 um museu sobre Napoleão I e a sua época.